# Гараев, Рафаил Закирович
Рафаил Закирович Гараев (15 сентября 1930, д. Шады, Мишкинский район, Башкирская АССР, РСФСР — 11 января 2010, Уфа, Башкортостан, Российская Федерация) — бригадир каменщиков ПМК-95 строительного треста № 21, Герой Социалистического Труда.

## Биография
Трудовую деятельность начал в колхозе.
С 1949 года после окончания школы ФЗО трудился в тресте № 21 каменщиком.
С 1960 года работал в качестве бригадира каменщиков в ПМК-95. При его активном участии в эксплуатацию были сданы многие жилые дома, такие важные объекты теплоэнергетики и нефтехимии, как ОАО «Уфанефтехим», ОАО «Уфаоргсинтез», Уфимская ТЭЦ-3, Уфимская ТЭЦ-4. В Благовещенске построены арматурный и гвоздильный заводы, а также Башбиохимкомбинат. Бригада под руководством Р. З. Гараева возводила Турбаслинскую птицефабрику, а также множество объектов социально-культурного и сельскохозяйственного назначения в Илишевском, Благовещенском, Уфимском, Аскинском районах республики.

## Награды и звания
- В 1971 году ему было присвоено звание Героя Социалистического Труда.
- Награждён орденами Ленина, Трудового Красного Знамени, «Знак Почета», медалями.
- Заслуженный строитель БАССР, занесен в книгу Трудовой Славы г. Уфы.